# Hubert Humphrey
Hubert Horatio Humphrey Jr. (Wallace, Dakota del Sur; 27 de mayo de 1911-Waverly, Minnesota; 13 de enero de 1978) fue un farmacéutico y político estadounidense. Vicepresidente de los Estados Unidos entre 1965 y 1969.

## Origen y formación

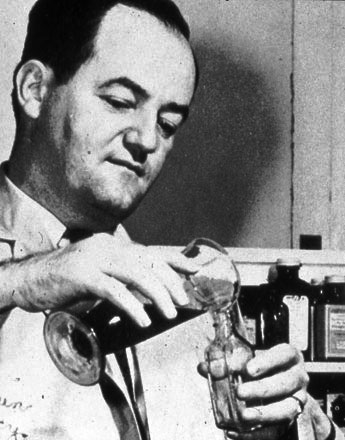
Humphrey trabajó como farmacéutico en la farmacia de su padre.

Nació en Wallace, Dakota del Sur, hijo de padre estadounidense y madre noruega. Ingresó en la Universidad de Minnesota pero tuvo que dejar sus estudios antes de terminar y ponerse a trabajar debido a la mala situación económica de su familia durante la Gran Depresión. En 1933 estudió Farmacia en la Capitol College of Pharmacy, en Denver, Colorado, y trabajó como farmacéutico en Huron, Dakota del Sur, junto con compañeros de origen amerindio, del pueblo Sioux. Tenía diversas relaciones con su jefe, Pushmataha, que era también jefe del pueblo Sioux y candidato a alcalde de Huron del Partido Demócrata y fue ayudado por el joven Hubert. Trabajó allí hasta 1937. Más tarde estudió Ciencias Políticas, inspirado en lo anterior, en la Universidad del Estado de Luisiana aunque nunca llegó a licenciarse.

## Alcalde de Mineápolis (1945-1949)
De vuelta en Minnesota, como profesor de Ciencias Políticas en el Macalester College, empezó a colaborar en 1944 como comentarista político en la radio estatal WTCN. Ese mismo año fue uno de los fundadores del Partido Demócrata-Agrario-Laborista de Minesota, partido político de izquierdas afiliado al Partido Demócrata. En 1945 fue elegido alcalde de Mineápolis como candidato demócrata, y reelegido en 1947 por el más amplio margen de votos de la historia de la ciudad. Reformó el Departamento de Policía y promovió medidas contra la intolerancia sectaria en una ciudad que se había destacado hasta entonces como una de las más racistas y antisemitas del país.

## Convención Nacional Demócrata de 1948
Como prestigioso alcalde fue invitado a la Convención Nacional Demócrata de 1948, celebrada en Filadelfia. En aquel momento la plataforma del Partido Demócrata que iba a nominar al presidente Harry Truman, estaba dividida entre aquellos que favorecían tímidamente una mayor apertura en el tema de los derechos civiles, y aquellos, sureños, que se oponían frontalmente al intervencionismo federal en esa materia, amparándose en los llamados derechos de los Estados. Humphrey y otros demócratas progresistas estimaban que el programa de derechos civiles de la plataforma era demasiado tibio. En su discurso ante los delegados, el alcalde Humphrey lanzó un alegato en favor de la utilización del poder del gobierno federal para imponer la integración de los ciudadanos afroamericanos en la sociedad. "A aquellos que dicen que estamos actuando con demasiadas prisas en la lucha por los derechos civiles, yo les digo que llegamos 172 años tarde. A aquellos que dicen que el programa de derechos civiles es un ataque contra los derechos de los Estados, yo les digo que ha llegado el momento en América para que el Partido Demócrata salga de la sombra de los derechos de los Estados y se encamine firme hacia la brillante luz de los derechos humanos", sentenció (aquí el discurso). El discurso fue un éxito y Humphrey y sus aliados, entre los que se encontraban importantes figuras progresistas como Paul Douglas y John Shelley, lograron que la convención aprobara por votación una más firme resolución de apoyo al programa de derechos civiles. Como resultado de la votación, las delegaciones de Misisipi y Alabama abandonaron el centro de convenciones y poco después, apoyados en demócratas segregacionistas, formaron el Partido Dixiecrat que se presentó por libre a las elecciones presidenciales con Strom Thurmond como candidato a la presidencia. Este episodio convirtió a Hubert Humphrey en una figura conocida a nivel nacional.

## Senador por Minnesota (1949-1965)

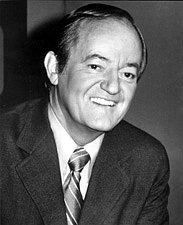
Hubert Humphrey en su época de Senador de los Estados Unidos.

Pocos meses después de su estelar noche en la convención, fue elegido senador por Minnesota en noviembre de 1948. Sería reelegido en 1954 y 1960. En el Senado pronto destacó como uno de los miembros más liberales del caucus demócrata en temas como los derechos civiles, el control de armas o la ayuda humanitaria a países extranjeros. Durante los años del Mccarthismo fue acusado de ser débil frente a los comunistas, a pesar de ser un firme defensor de la política exterior de la Administración Truman y de haber sido uno de los fundadores de la organización anticomunista Americans for Democratic Action. Fue miembro del Comité de Desarme del Senado y en 1961 fue elegido por sus compañeros para desempeñarse como Majority Whip, número 2 del liderazgo demócrata en la Cámara Alta. Desde esa posición tuvo un papel clave en la aprobación del Acta de Derechos Civiles de 1964.

## Candidato a la nominación demócrata en 1960
Después de haber estado a punto de ser candidato a la vicepresidencia en 1956, cuando obtuvo 134 votos en la primera votación en la convención, en 1960 decidió dar el gran salto y presentar su candidatura a la Casa Blanca. Estaba convencido de que se haría con la nominación demócrata. No podía imaginarse que John F. Kennedy, un senador centrista, novato a su lado, fuese a convertirse en su principal obstáculo. Humphrey suponía que su historia de hombre del Medio Oeste hecho a sí mismo tendría mayor impacto en el electorado que la de un católico criado en una multimillonaria familia de Massachusetts. Pero no tuvo en cuenta el inmenso poder económico de la candidatura de Kennedy. Ambos llegaron a la decisiva primaria de Virginia Occidental con las espadas en alto. Humphrey sabía que esa era una primaria de la cual podría sacar conclusiones definitivas sobre si podía o no hacerse con la nominación. Virginia Occidental era un estado de granjeros dominado por electores protestantes de un perfil similar a Minnesota. Humphrey no tenía más remedio que ganar. Utilizó descaradamente el tema religioso para distanciar a Kennedy de los votantes pero todo fue en balde. Kennedy ganó la primaria, no sin sospechas de fraude. Después se supo que los Kennedy habían desviado grandes cantidades de dinero hacia el estado, en buena parte procedente de Chicago, para utilizarlo en la compra de votos. Se calcula que el equipo del senador Kennedy gastó en Virginia Occidental al menos 2 millones de dólares, gran parte de esa cantidad en pagos directos a funcionarios estatales y locales. Informes secretos del FBI (desclasificados en los 90) revelaron que el mafioso Sam Giancana contribuyó con 150,000 dólares a la campaña de Kennedy sólo en la primaria de Virginia Occidental. Más de 50,000 de esos dólares fueron destinados a convencer a los sheriffs de los condados, que controlaban la maquinaria electoral. Humphrey denunció el fraude pero en aquel momento no existían pruebas de que hubiera habido irregularidades en el proceso. Poco después de su derrota en Virginia Occidental, Humphrey ganó en Dakota del Sur pero pronto tiró la toalla y se resignó a ver cómo Kennedy se hacía con la nominación y después con la presidencia.

## Vicepresidente de Estados Unidos (1965-1969)
Kennedy sería asesinado en 1963 y su lugar sería ocupado por el nuevo presidente Lyndon Johnson, viejo amigo de Humphrey en el Senado. En la Convención Demócrata de 1964, celebrada en Atlantic City, el presidente Johnson pidió a los delegados que nominaran al senador Humphrey para la vicepresidencia. El ticket Johnson-Humphrey arrasó en las elecciones de noviembre superando el 60% del voto popular. La elección de Humphrey como vicepresidente fue un gran triunfo para los progresistas que esperaban mucho de él. No les defraudó en su defensa de los programas sociales de la Gran Sociedad, pero si se sintieron traicionados debido al inquebrantable apoyo de Humphrey a las actuaciones de Johnson en la Guerra de Vietnam. Más tarde se supo que Johnson le dijo a su vicepresidente que, si no defendía activamente su política exterior, no recibiría su apoyo para ser candidato a la presidencia en 1968.

## Candidato demócrata a la presidencia en 1968
El presidente Johnson no anunció hasta el 31 de marzo de 1968 que no se presentaría a la reelección. Fue entonces cuando Hubert Humphrey decidió entrar en la carrera por la presidencia. Ya habían presentado antes sus candidaturas los senadores Eugene McCarthy y Robert Kennedy. Estos dos se presentaban como opciones críticas con las políticas de la administración, sobre todo en lo referente a Vietnam. Humphrey, por su parte, se presentaba como el candidato continuista. Apoyando las políticas sociales progresistas de Johnson, a la vez que en política exterior representaba el papel de halcón. De todas maneras decidió no presentarse a muchas de las primarias para evitar el desgaste y colocó en su lugar a senadores como George Smather y Stephen Young para impedir que McCarthy y Kennedy se hicieran con demasiados delegados y confiar así su nominación a los barones del partido. El espectacular avance de Robert Kenendy comenzó a inquietar cuando ganó la primaria de California, pero su asesinato alteró el panorama, quedando muchos delegados sin candidato al que apoyar, y dejó el camino despejado para Humphrey. En la Convención Nacional Demócrata de 1968, celebrada en Chicago, Hubert Humphrey fue nominado gracias al apoyo de la estructura institucional del partido. Se hizo con el voto de 1759 delegados, frente a los 601 de Eugene McCarthy. Fue la última vez que los barones del partido tuvieron más peso que las elecciones primarias en la nominación presidencial. Los seguidores de McCarthy no aceptaron de buen grado la nominación de Humphrey y la convención se convirtió en un caos. El senador Edmund Muskie, de Maine, acompañó a Hubert Humphrey como compañero de fórmula. En la elección general de noviembre sería derrotado por el republicano Richard Nixon. Humphrey recuperó impulso en las últimas semanas de la campaña al anunciar el presidente Johnson un alto en los bombardeos de Vietnam del Norte. Pero no fue suficiente y Nixon ganó la elección por apenas 500.000 votos.

## De vuelta en el Senado (1971-1978)

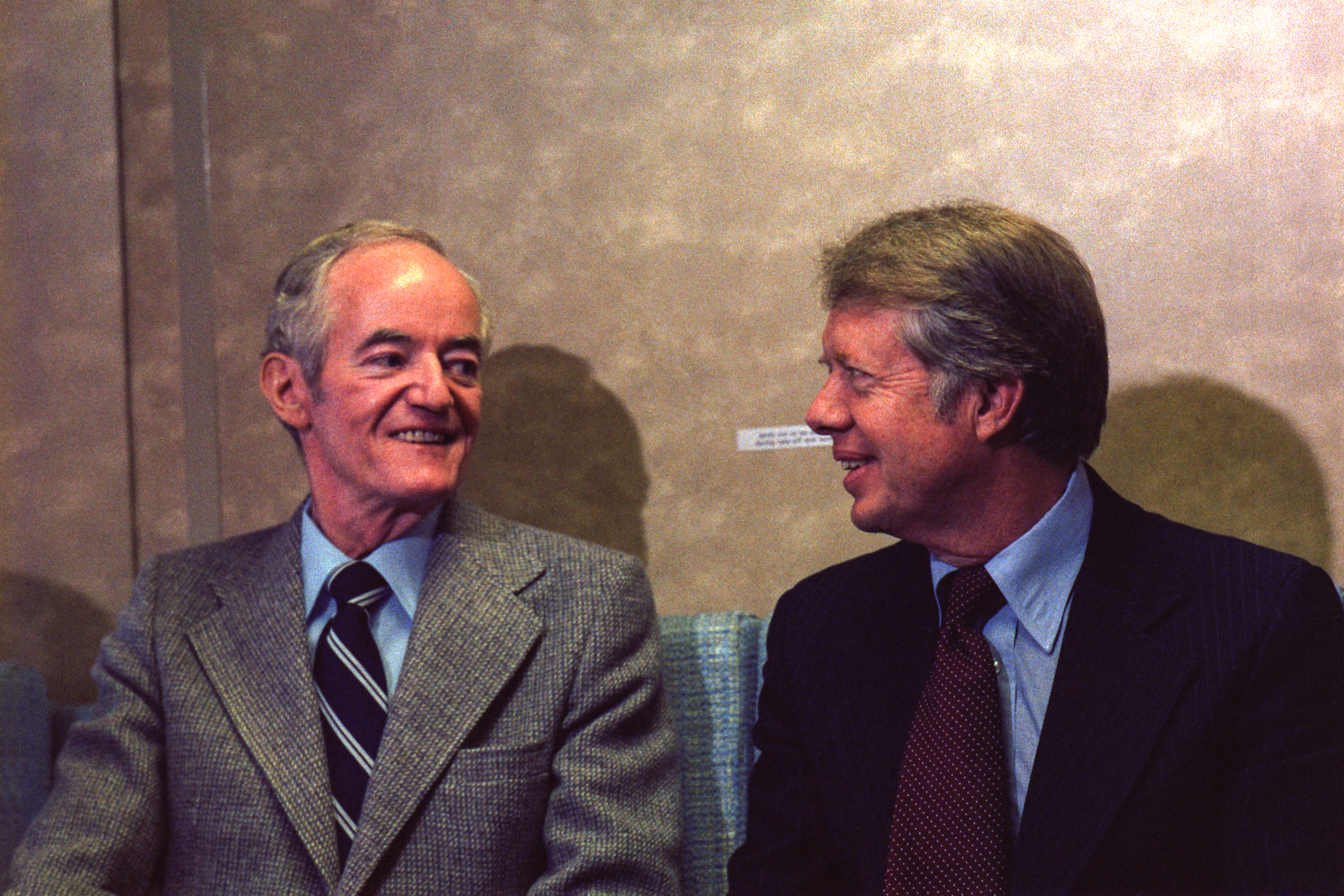
Senador Hubert Humphrey con el presidente Jimmy Carter en 1977.

Tras su derrota en las presidenciales, Humphrey volvió a dar clases a la Macalester College y fue presidente de Encyclopedia Britannica Educational Corporation. Pero no tardó en volver a la política. En 1970 se volvió a presentar sorpresivamente al Senado por Minnesota y se convirtió otra vez en senador, siendo reelegido de nuevo en 1976, permaneciendo en el Senado hasta su muerte. En esta nueva etapa patrocinó el Acta Humphrey-Hawkins sobre Pleno Empleo, encaminada a garantizar empleo a todos los ciudadanos mayores de 16 años y a comprometer a la Reserva Federal a tener en cuenta ese objetivo en su toma de decisiones. También aspiró a convertirse en Líder de la Mayoría pero perdió frente al senador Robert Byrd, de Virginia Occidental. Pero se creó para él el puesto de Adjunto al Presidente Protémpore del Senado, que ocupó entre 1976 y 1978. En esta segunda etapa hizo su último intento por alcanzar la Casa Blanca. Fue en las elecciones presidenciales de 1972. Pero solo logró hacerse con 66 delegados. Muy lejos de los senadores George McGovern con 1864 y Henry Jackson con 525.

## Fallecimiento

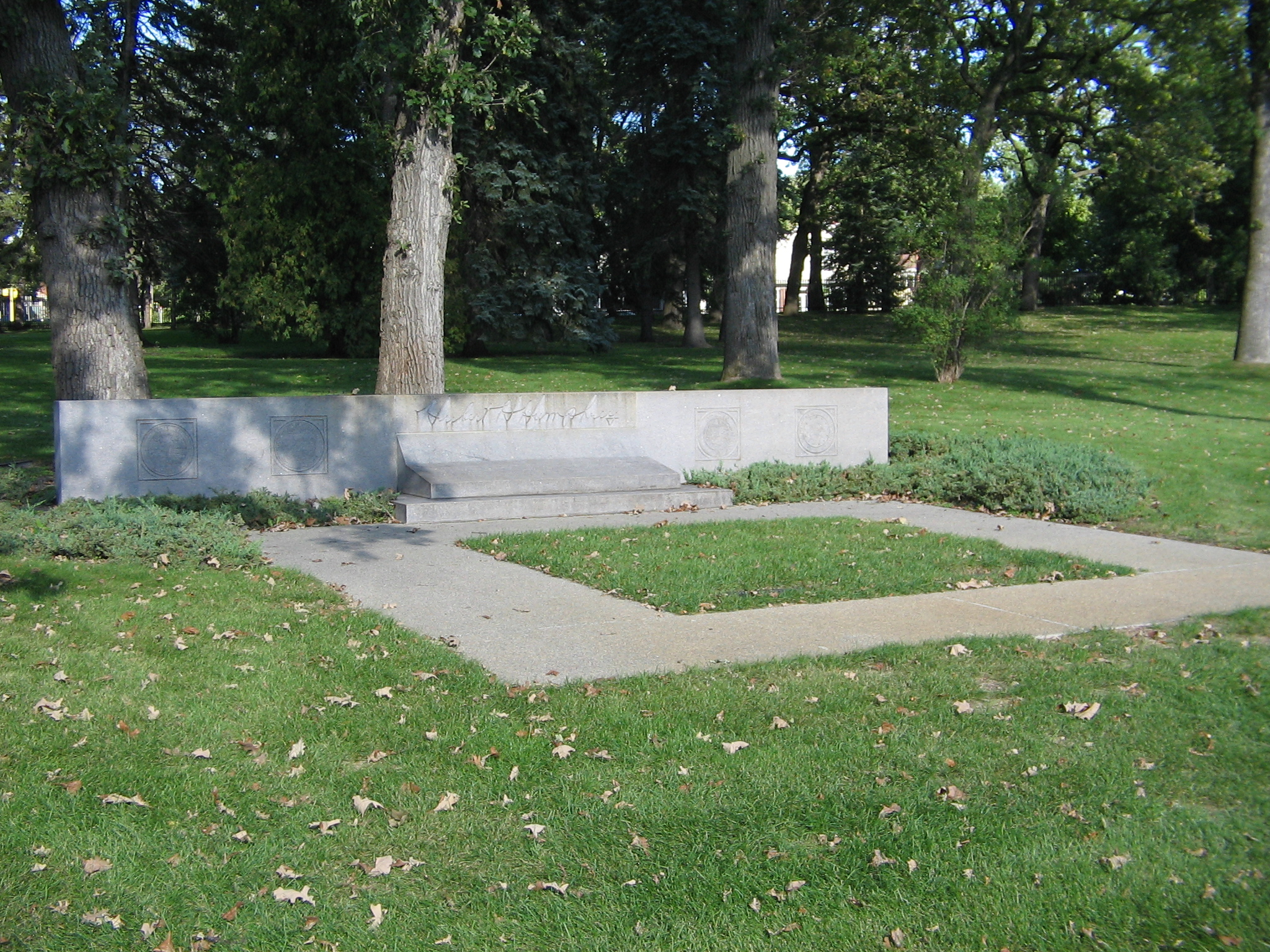
terreno en el cementerio de Hubert y Muriel Humphrey. Lakewood Cemetery, Mineápolis, Minnesota

El 16 de agosto de 1977 anunció públicamente que padecía un cáncer terminal. El 25 de octubre de ese año dio un discurso especial ante el Senado y el 3 de noviembre se convirtió en la primera persona, salvo el presidente o un miembro de la cámara, en dar un discurso ante la Cámara de Representantes en pleno. El presidente Jimmy Carter le envió el Air Force One para su último viaje a Washington. Hubert Humphrey murió, de cáncer de vejiga, el 13 de enero de 1978 en Waverly, Minnesota. Está enterrado en el cementerio de Lakewood, en Mineápolis. Al morir en el cargo, su esposa, Muriel Humphrey, fue escogida senadora en funciones para cubrir su escaño hasta que se celebrara una elección especial. En 1980 le fue otorgada la Medalla Presidencial de la Libertad a título póstumo.